# Vega de Caballeros
Vega de Caballeros es una localidad del municipio de Los Barrios de Luna, en la provincia de León, Comunidad Autónoma de Castilla y León (España).

## Situación
Se encuentra entre la autopista AP-66 y la carretera CL-623.
Limita con Mora de Luna y Los Barrios de Luna al N y con Garaño al S.
El pueblo de Vega de Caballeros está situado a orillas del río Luna, a 37 kilómetros de León, la capital de Provincia, en el punto kilométrico 5 de la actual carretera La Magdalena - Belmonte y a 7 km de Barrios de Luna a cuyo Ayuntamiento pertenece actualmente.

## Evolución demográfica
| 2000 | 2001 | 2002 | 2003 | 2004 | 2005 | 2006 | 2007 | 2008 | 2009 | 2010 | 2011 |
| 57   | 57   | 57   | 56   | 57   | 60   | 53   | 50   | 60   | 59   | 50   | 50   |

- Datos: Q6159918